# Ginkakudzsi
A Ginkakudzsi (銀閣寺, Hepburn-átírással: Ginkakuji, szó szerint 'az Ezüstpavilon temploma', közkeletű nyugati neve Ezüsttemplom, hivatalos neve 慈照寺, Dzsisódzsi, Hepburn-átírással: Jishōji, 'a fénylő irgalom temploma') a zen buddhizmus rinzai szektájának sókokudzsi ágához tartozó templomkomplexum Kiotó keleti részén, amelyből csupán két épület maradt fenn 1482-es alapítása óta. A visszavonult és szerzetesnek állt Asikaga Josimasza sógun (Muromacsi-bakufu, Higasijama-kultúra) a nagyapja által alapított Kinkakudzsi, az Aranytemplom mintájára ezüstfóliával akarta bevonatni a főcsarnokot, a kétszintes Ginkakut, de ez végül is nem történt meg. A komplexum díszkertje kis tavával, hídjaival, lépegetőköveivel, fenyőivel és fehér homokkúp hegyével a legszebbek közé tartozik Japánban.

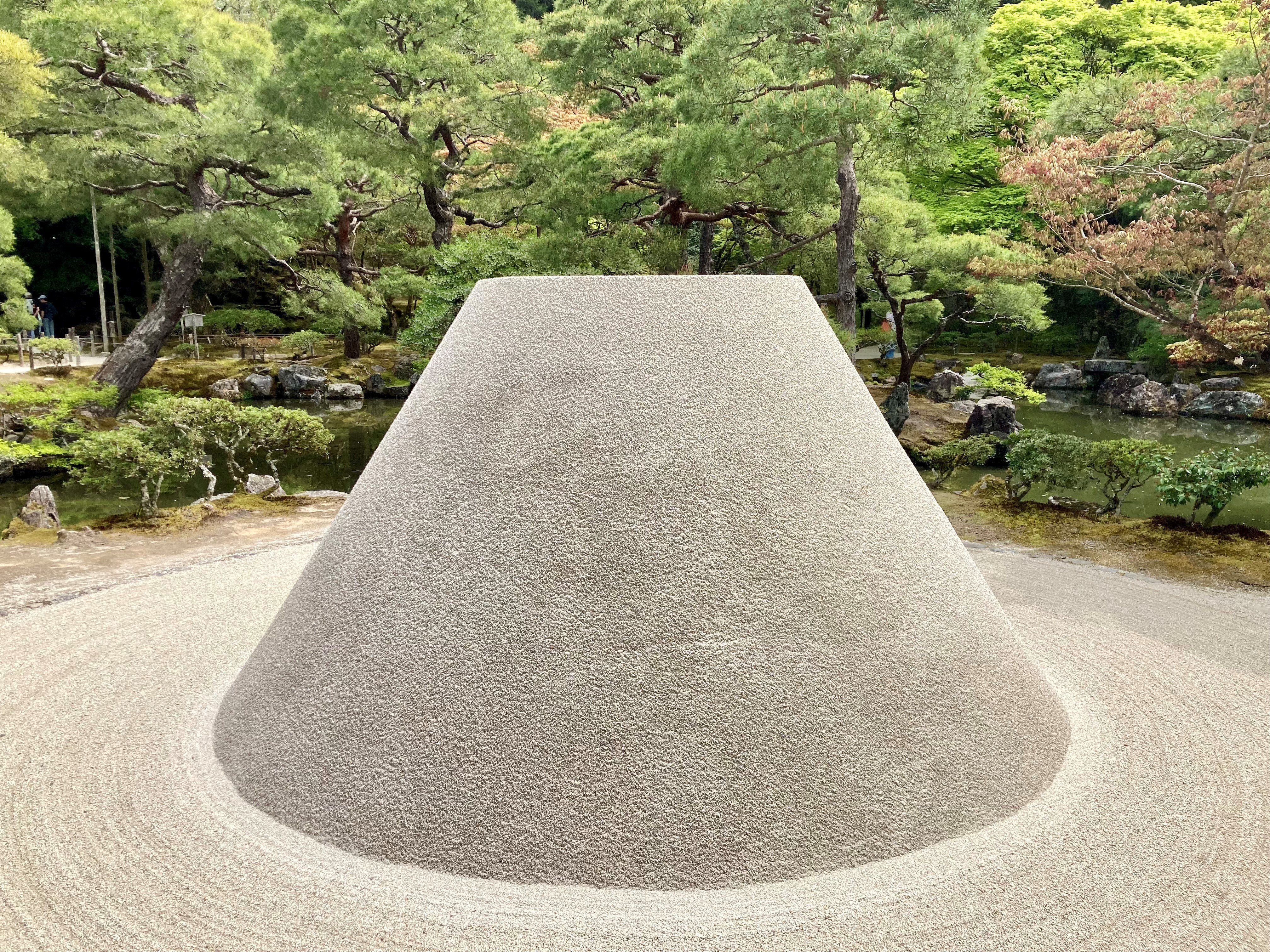
A Fudzsi sódermása a zen kertben
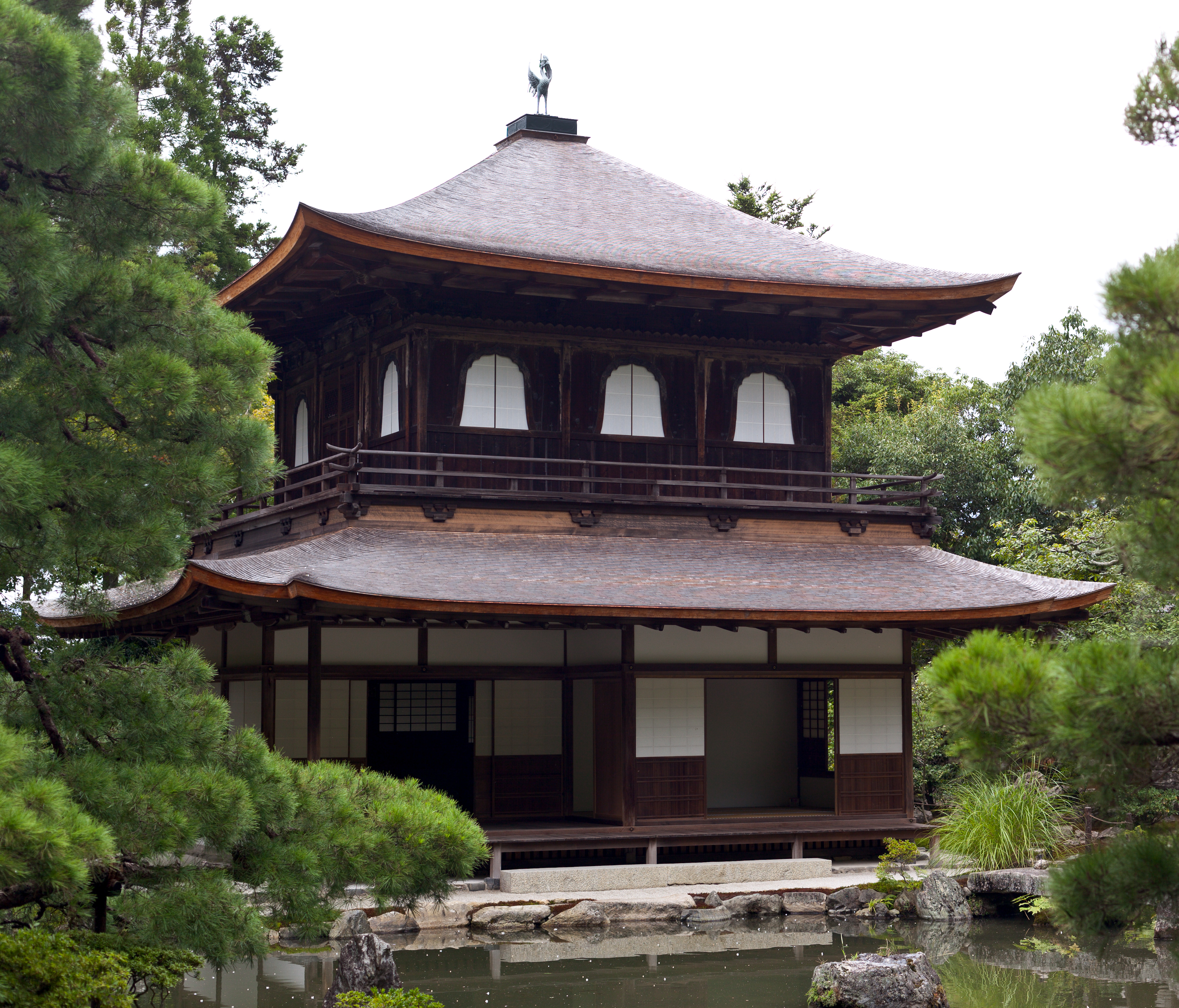